# Alta subtropical

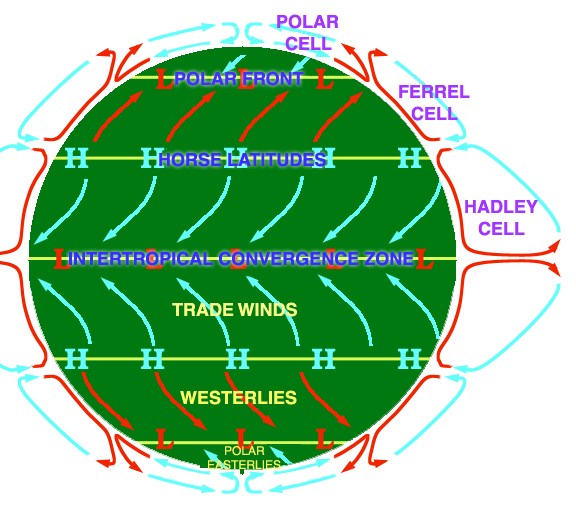
La dinàmica de la circulació atmosfèrica terrestre, és causada principalment per les altes subtropicals.

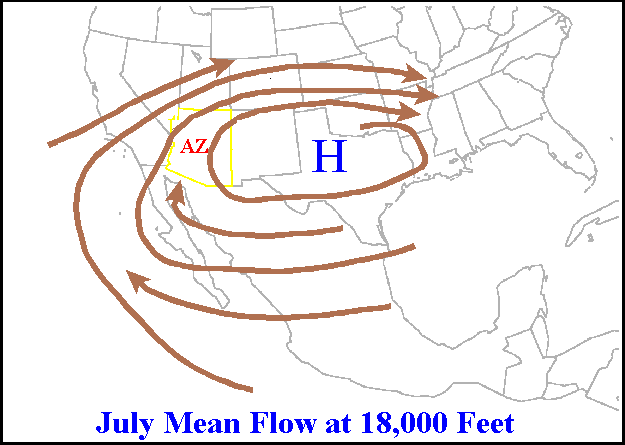
Posició de la cresta subtropical al centre i sud d'Amèrica del Nord

En meteorologia, alta subtropical o cresta subtropical és una gran zona d'alta pressió anticiclònica situada propera al paral·lel 30°, en tots dos hemisferis de la Terra. L'alta subtropical es caracteritza per vents calmats al seu interior i per vents anticiclònica a les seves vores. L'aire al seu centre tendeix a anar cap a les vores en sentit anticiclònic, és a dir, horari en l'Hemisferi Nord i antihorari en l'Hemisferi Sud. A l'oceà Atlàntic nord, la cresta subtropical es coneix com l'Alta de les Açores. En la seva vora equatorial, es formen fissures de baixa pressió que possibiliten la formació d'ones tropicals. Les altes subtropicals són les responsables d'originar els vents alisis i els corrents occidentals, vents que es troben a les latituds mitjanes.
La cresta subtropical també col·labora en formar la majoria dels deserts del món. Els sistemes d'altes pressions àrtics s'afebleixen quan augmenta l'altitud, però les crestes subtropicals s'enforteixen amb l'altitud.